# 헨젤과 그레텔: 마녀 사냥꾼
《헨젤과 그레텔: 마녀 사냥꾼》(영어: Hansel and Gretel: Witch Hunters, 독일어: Hänsel und Gretel: Hexenjäger)은 2013년 개봉한 미국의 판타지 공포 영화이다. 제러미 레너와 제마 아터턴이 성인이 되어 마녀 사냥꾼으로 일하는 남매 헨젤과 그레텔 역을 연기하였다. 토미 비르콜라가 각본과 연출을 맡았다.

## 줄거리
유명한 마녀 사냥꾼이 된 남매 헨젤과 그레텔은 아우크스부르크에 위치한 한 마을에서 아동 실종 사건을 파헤친다. 남매는 마녀 무리엘이 불에 대한 저항력을 얻기 위해 붉은 달이 뜨는 밤 아이 12명을 희생하려고 음모를 꾸미고 있다는 걸 알게 된다. 

## 출연
- 제러미 레너 - 헨젤 역
- 제마 아터턴 - 그레텔 역
- 팜커 얀선 - 무리엘 역
- 페테르 스토르마레 - 베링거 지방 판사 역
- 토머스 맨 - 벤야민 "벤" 발저 역
- 데릭 미어스 - 에두아르트 역
  - 로빈 앳킨 다운스 - 에두아르트 역 (목소리 출연)
- 피흘라 비탈라 - 미나 역
- 잉리 볼쇠 베르달 - 뿔 달린 마녀 역
- 요안나 쿨리크 - 붉은 머리 마녀 역